# Vandeleuria nolthenii
Vandeleuria nolthenii is een knaagdier uit het geslacht Vandeleuria dat voorkomt in de bergen van de Sri Lankaanse provincies Uva en Central, op meer dan 1158 m hoogte.
V. nolthenii werd voor het eerst gevonden op het landgoed van de Brits-Nederlandse planter Adriaan Constant Tutein Nolthenius. De bioloog W.W.A. Phillips, die veel bijgedragen heeft aan de studie van de Sri Lankaanse fauna, beschreef het dier in 1929 als een ondersoort van Vandeleuria nilagirica (een soort die volgens de huidige inzichten alleen in Zuidwest-India voorkomt) en noemde de boommuis naar Nolthenius. Aanvankelijk werd V. nolthenii ook door andere onderzoekers tot V. nilagirica gerekend, maar vanaf de jaren 60 werd de soort als ondersoort van de langstaartige Indische boommuis (V. oleracea) gezien, de meest wijdverbreide soort van het geslacht. Sinds 1979 wordt de Sri Lankaanse vorm echter weer als een aparte soort gezien op basis van morfologische verschillen.
V. nolthenii is een grotere vorm met een relatief langere staart en grotere schedel en een lange, dichte vacht. De bovenkant van het lichaam is donkerbruin, de onderkant donkergrijs. In een aantal van deze kenmerken lijkt V. nolthenii op V. nilagirica. Deze soort is 's nachts actief en eet fruit en knoppen. In gevangenschap kunnen ze overleven op brood, melk en fruit. V. nolthenii maakt een nest van dode bladeren in een boomholte.